# Omnibusverkehr Göppingen

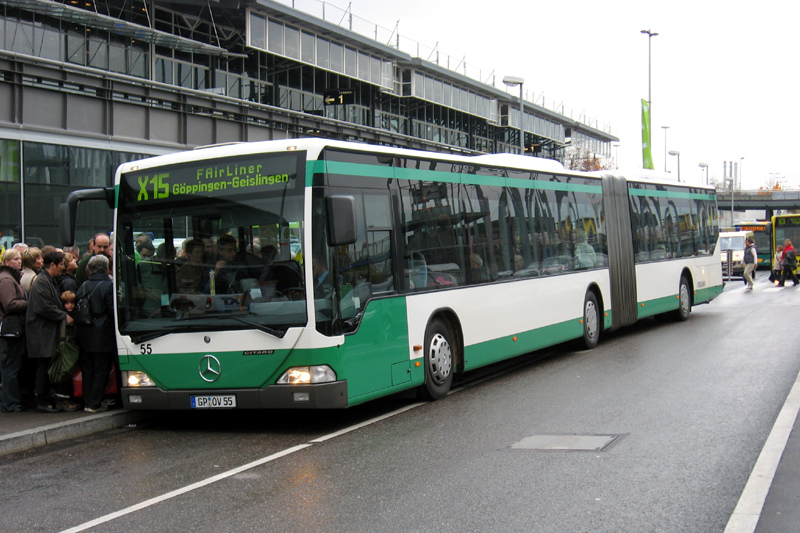
Citaro G des OVG

Der Omnibusverkehr Göppingen OVG Bliederhäuser GmbH & Co. KG betreibt als konzessioniertes Privatunternehmen in eigener Fahrplanverantwortung 22 Buslinien in Göppingen und Umgebung innerhalb des Verkehrs- und Tarifverbundes Stuttgart. Das 1926 gegründete Unternehmen ist heute mit rund 125 Mitarbeitern und 60 Fahrzeugen der größte private Nahverkehrsdienstleister im Landkreis Göppingen. Ansässig ist der OVG im Göppinger Stadtbezirk Jebenhausen.

## Geschichte
Am 23. November 1926 gründete der Holzwarenfabrikant Carl Hommel den Omnibusverkehr Göppingen. Bereits zwei Jahre später wurden zwölf Fahrzeuge auf acht Omnibuslinien eingesetzt.
Nachdem das Betriebsgelände in der Bahnhofstraße zu klein geworden war, zog das Unternehmen 1938 in die Eberhardstraße um.
Im Jahre 1960 betrieb das Unternehmen über 30 Omnibusse. Nach dem Tod von Carl Hommel 1962 übernahm seine Tochter Gertrud Bliederhäuser die Geschäftsführung. Da Ende der 1960er Jahre der Ausbau des öffentlichen Personennahverkehrs Priorität hatte, trat man den Ausflugs- und Mietomnibusverkehr an andere Unternehmen ab.
Am 23. Oktober 1976 wurde der heutige Betriebshof in Jebenhausen eröffnet. Der Fuhrpark bestand zu diesem Zeitpunkt aus 41 Omnibussen.
Am 3. Mai 2012 wurde der Göppinger CityBus beschlossen. Die OVG beschaffte daraufhin mehrere Kleinbusse des Typs Mercedes-Benz Sprinter City 77, welche seit dem Fahrplanwechsel im Dezember 2012 auf den neuen CityBuslinien 92 (ZOB – Klinik am Eichert), 93 (ZOB – Galgenberg) und 95 (ZOB – Reusch) eingesetzt wurden.
Zum Fahrplanwechsel im Dezember 2012 wurden die Linien 3 und 4 aufgeteilt.
Kurse der Linie 3 nur bis Ursenwang Kiefernsteige wurden zur Linie 43 umbenannt.
Kurse der Linie 3 bis Schlat Bachstraße behielten die Nummer 3.
Kurse der Linie 4 nur bis Rechberghausen wurden zur Linie 44 umbenannt.
Kurse der Linie 4 bis Börtlingen behielten die Nummer 4.
Dies wurde aber nach einem Monat wieder eingestellt.
Im Jahr 2022 wurden die CityBus-Linien an das Unternehmen Frank+Stöckle abgegeben.

## Betrieb

### Linien
Der OVG betreibt folgende Buslinien:
| Nr.      | Verlauf |
| -------- | --- |
| 14       | Stadtverkehr Lorch |
| 14A      | Wäschenbeuren – Kirneck – Lorch                                                                                        |
| 911 911A | Göppingen – Faurndau – Uhingen – Albershausen – Uhingen – Faurndau – Göppingen                                         |
| 912 912A | Göppingen – Faurndau – Wangen – Oberwälden                                                                             |
| 913 913A | Göppingen – Faurndau – Sparwiesen                                                                                      |
| 914 914A | Göppingen – Uhingen – Albershausen – Schlierbach – Kirchheim u. T.                                                     |
| 915      | Göppingen – Faurndau – Uhingen – Holzhausen – Wangen – Oberwälden – Rechberghausen                                     |
| 916 916A | Uhingen – Bünzwangen – Ebersbach                                                                                       |
| 917      | Ebersbach – Büchenbronn – Engelberg – Winterbach                                                                       |
| 918      | Uhingen – Diegelsberg – Nassach – Baiereck                                                                             |
| 931 931A | Göppingen – Bartenbach – Rechberghausen – Birenbach – Wäschenbeuren – Lorch – Schwäbisch Gmünd                         |
| 932 932A | Göppingen – Faurndau – Rechberghausen – Birenbach – Wäschenbeuren – Maitis – Lenglingen – Straßdorf – Schwäbisch Gmünd |
| 933 933A | Göppingen – Hohenstaufen – Maitis – Lenglingen                                                                         |
| 934 934A | Göppingen – Bartenbach – Rechberghausen – Börtlingen – Breech                                                          |
| 940      | Göppingen – Eislingen Süd Bahnhof                                                                                      |
| 941 941A | Göppingen – Eislingen – Salach – Ottenbach                                                                             |
| 942      | Göppingen – Eislingen Nord Zeisigweg                                                                                   |
| 943      | Stadtverkehr Eislingen                                                                                                 |
| X93      | Göppingen – Bartenbach – Rechberghausen – Birenbach – Wäschenbeuren – Lorch                                            |
| N90      | Göppingen – Faurndau – Wangen – Holzhausen – Wangen – Oberwälden – Rechberghausen – Bartenbach – Göppingen             |
| N91      | Uhingen – Albershausen – Schlierbach – Roßwälden – Weiler (F) – Ebersbach (F) – Bünzwangen – Uhingen                   |
| N93      | Göppingen – Bartenbach – Rechberghausen – Birenbach – Wäschenbeuren – Maitis – Lenglingen – Hohenstaufen – Göppingen   |

Die als FAirLiner bezeichnete Flughafen- und Messezubringerlinie X15 betrieb der OVG ab dem 19. Oktober 2007 eigenwirtschaftlich in Zusammenarbeit mit der Firma Sihler aus Geislingen. Aufgrund geringer Fahrgastzahlen stellten die Unternehmen den Betrieb nach einjährigem Betrieb zum 19. Oktober 2008 ein.

### Fuhrpark
Der Fuhrpark besteht mit Stand November 2024 aus 62 Linienbussen. Als Solofahrzeuge kommen 34 Exemplare des Modells Citaro c2, davon 10 in der Hybrid-Version, und 18 Exemplare Citaro in der Facelift-Version, zum Einsatz. Die zwei im Jahr 2007 für die Linie X15 beschafften Citaro mit Überlandausstattung werden heute im normalen Linienbetrieb eingesetzt. Als Gelenkbusse verkehren ein Citaro, fünf Citaro in der Facelift-Version, ein Citaro Facelift GÜ  sowie ein MAN Lion’s City G. Von 2008 bis 2022 befand sich zudem ein Irisbus Citelis im Bestand. Am 3. August 2012 brannte ein Fahrzeug vom Typ Citaro (Wagen 37) komplett aus und musste ausgemustert werden. Im Juli 2013 wurden die letzten beiden Hochflurbusse des Typs O 405 ausgemustert. Mit der Fahrplanumstellung im Dezember 2012 wurden drei Citybuslinien eingerichtet, welche durch die engen Straßen und Gassen der Innenstadt (City) fahren können, damit diese noch besser angebunden ist. Dafür wurden Busse des Typs Mercedes-Benz Sprinter City 77 angeschafft, welche auf den Citybuslinien 92, 93 und 95 eingesetzt wurden. Diese wurden 2016 durch Fahrzeuge des gleichen Typs ersetzt, die wiederum nach Abgabe der Linien an Frank & Stöckle ausgemustert wurden. Von Januar 2015 bis September 2016 wurden alle 15 Busse des Typs O 405 N durch neue Busse des Typs Citaro C2 ersetzt. Von September 2017 bis November 2023 wurden die Busse des Modells Citaro ebenfalls ausgemustert und teilweise durch neue Busse des Typs Citaro C2 ersetzt. Die zwei Gelenkbusse des Typs O 405 G wurden 2017 ausgemustert und 2019 verschrottet (Wagen 54 + 56). Ein O 405 GN (Wagen 57) wurde ebenfalls 2019 verschrottet und durch einen neuen C2 Hybrid ersetzt. Der letzte O 405 GN (Wagen 58) wurde 2022 ausgemustert und durch einen Gelenkbus von Frank & Stöckle ersetzt. Im Jahr 2023 wurden die ersten drei Busse des Modells Citaro Facelift ausgemustert. Im Januar 2024 wurde ein gebrauchter Citaro Facelift GÜ, der ebenfalls von der Firma Frank & Stöckle stammte, in den Fuhrpark aufgenommen. Mit Wagen 7, einem Citaro C2, und Wagen 66, einem MAN Lion’s City G, wurden im Sommer 2024 zwei weitere Gebrauchtfahrzeuge in Dienst gestellt. Bei Wagen 66 handelt es sich um den ersten von MAN gebauten Omnibus in den Diensten der OVG.
Drei ehemalige OVG Busse werden vom Omnibusclub Göppingen (OCG) erhalten und befinden sich derzeit in Aufarbeitung.

### Übersicht der Fahrzeuge
| Wagen-Nr. | Kennzeichen | Modell                         | Baujahr |
| --------- | ----------- | ------------------------------ | ------- |
| 1         | GP-OV 1001  | Mercedes-Benz O530 Citaro FL   | 2007    |
| 2         | GP-OV 1002  | Mercedes-Benz O530 Citaro FL   | 2007    |
| 3         | GP-OV 3     | Mercedes-Benz O530 Citaro FL   | 2006    |
| 4         | GP-OV 9004  | Mercedes-Benz O530 Citaro FL   | 2009    |
| 5         | GP-OV 1105  | Mercedes-Benz O530 Citaro FL   | 2011    |
| 6         | GP-OV 906   | Mercedes-Benz O530 Citaro FL   | 2009    |
| 7         | GP-OV 1207  | Mercedes-Benz Citaro C2        | 2012    |
| 8         | GP-OV 1008  | Mercedes-Benz O530 Citaro FL   | 2006    |
| 11        | GP-OV 1011  | Mercedes-Benz O530 Citaro FL   | 2010    |
| 12        | GP-OV 1612  | Mercedes-Benz Citaro C2        | 2016    |
| 13        | GP-OV 1513  | Mercedes-Benz Citaro C2        | 2015    |
| 14        | GP-OV 1514  | Mercedes-Benz Citaro C2        | 2015    |
| 15        | GP-OV 1415  | Mercedes-Benz Citaro C2        | 2014    |
| 16        | GP-OV 1516  | Mercedes-Benz Citaro C2        | 2015    |
| 17        | GP-OV 1417  | Mercedes-Benz Citaro C2        | 2014    |
| 18        | GP-OV 1118  | Mercedes-Benz O530 Citaro FL   | 2011    |
| 20        | GP-OV 1420  | Mercedes-Benz Citaro C2        | 2014    |
| 21        | GP-OV 1621  | Mercedes-Benz Citaro C2        | 2016    |
| 22        | GP-OV 2022  | Mercedes-Benz Citaro C2 Hybrid | 2020    |
| 23        | GP-OV 23    | Mercedes-Benz O530 Citaro FL   | 2006    |
| 24        | GP-OV 2024  | Mercedes-Benz Citaro C2 Hybrid | 2020    |
| 25        | GP-OV 1425  | Mercedes-Benz Citaro C2        | 2014    |
| 26        | GP-OV 1126  | Mercedes-Benz O530 Citaro FL   | 2011    |
| 27        | GP-OV 1727  | Mercedes-Benz Citaro C2        | 2017    |
| 28        | GP-OV 1528  | Mercedes-Benz Citaro C2        | 2015    |
| 29        | GP-OV 1629  | Mercedes-Benz Citaro C2        | 2016    |
| 30        | GP-OV 1630  | Mercedes-Benz Citaro C2        | 2016    |
| 31        | GP-OV 1031  | Mercedes-Benz O530 Citaro FL   | 2010    |
| 32        | GP-OV 1532  | Mercedes-Benz Citaro C2        | 2015    |
| 33        | GP-OV 1633  | Mercedes-Benz Citaro C2        | 2016    |
| 34        | GP-OV 1634  | Mercedes-Benz Citaro C2        | 2016    |
| 35        | GP-OV 1735  | Mercedes-Benz Citaro C2        | 2017    |
| 36        | GP-OV 2036  | Mercedes-Benz Citaro C2 Hybrid | 2020    |
| 37        | GP-OV 1237  | Mercedes-Benz O530 Citaro FL   | 2012    |
| 38        | GP-OV 1938  | Mercedes-Benz Citaro C2 Hybrid | 2019    |
| 40        | GP-OV 1040  | Mercedes-Benz O530 Citaro FL   | 2007    |
| 41        | GP-OV 2041  | Mercedes-Benz Citaro C2 Hybrid | 2020    |
| 43        | GP-OV 1043  | Mercedes-Benz O530 Citaro FL   | 2007    |
| 44        | GP-OV 1244  | Mercedes-Benz O530 Citaro FL   | 2012    |
| 45        | GP-OV 9045  | Mercedes-Benz O530 Citaro FL   | 2009    |
| 46        | GP-OV 9046  | Mercedes-Benz O530 Citaro FL   | 2009    |
| 47        | GP-OV 1147  | Mercedes-Benz O530 Citaro FL   | 2011    |
| 48        | GP-OV 1848  | Mercedes-Benz Citaro C2        | 2018    |
| 49        | GP-OV 1749  | Mercedes-Benz Citaro C2        | 2017    |
| 50        | GP-OV 1050  | Mercedes-Benz O530 Citaro FL   | 2007    |
| 51        | GP-OV 1751  | Mercedes-Benz Citaro C2        | 2017    |
| 52        | GP-OV 1052  | Mercedes-Benz O530 Citaro G FL | 2010    |
| 53        | GP-OV 53    | Mercedes-Benz O530 Citaro G FL | 2007    |
| 54        | GP-OV 1854  | Mercedes-Benz Citaro C2        | 2018    |
| 56        | GP-OV 1856  | Mercedes-Benz Citaro C2        | 2018    |
| 57        | GP-OV 1957  | Mercedes-Benz Citaro C2 Hybrid | 2019    |
| 58        | GP-OV 758   | Mercedes-Benz O530 Citaro G FL | 2007    |
| 59        | GP-OV 59    | Mercedes-Benz O530 Citaro G    | 2002    |
| 60        | GP-OV 60    | Mercedes-Benz O530 Citaro G FL | 2008    |
| 61        | GP-OV 9061  | Mercedes-Benz O530 Citaro G FL | 2009    |
| 62        | GP-OV 1862  | Mercedes-Benz Citaro C2        | 2018    |
| 63        | GP-OV 1963  | Mercedes-Benz Citaro C2 Hybrid | 2019    |
| 64        | GP-OV 1964  | Mercedes-Benz Citaro C2 Hybrid | 2019    |
| 65        | GP-OV 1165  | Mercedes-Benz Citaro FL GÜ     | 2010    |
| 66        | GP-OV 1066  | MAN A23 Lion's City G NG323    | 2010    |
| 70        | GP-OV 1970  | Mercedes-Benz Citaro C2 Hybrid | 2019    |
| 71        | GP-OV 1971  | Mercedes-Benz Citaro C2 Hybrid | 2019    |